# 4552 Nabelek
4552 Nabelek è un asteroide della fascia principale. Scoperto nel 1980, presenta un'orbita caratterizzata da un semiasse maggiore pari a 2,1532796 UA e da un'eccentricità di 0,1551841, inclinata di 2,23165° rispetto all'eclittica.